# Trbušnica (Loznica)
Trbušnica (em cirílico: Трбушница) é uma vila da Sérvia localizada no município de Loznica, pertencente ao distrito de Mačva, na região de Podrinje Jadar. A sua população era de 806 habitantes segundo o censo de 2011.

## Demografia
| 1948  | 1953  | 1961  | 1971  | 1981  | 1991  | 2002  | 2011 |
| ----- | ----- | ----- | ----- | ----- | ----- | ----- | ---- |
| 1 326 | 1 460 | 2 276 | 2 579 | 1 780 | 1 745 | 1 061 | 806  |